# Bird (2024)
Bird is een Brits-Duits-Frans-Amerikaanse dramafilm uit 2024, geschreven en geregisseerd door Andrea Arnold. De hoofdrollen worden vertolkt door Barry Keoghan en Nykiya Adams.

## Verhaal
Op twaalfjarige leeftijd woont Bailey met haar broer Hunter bij hun vader Bug in een kraakpand in het noorden van het Engelse graafschap Kent. Bug heeft niet veel tijd voor de opvoeding van haar, de puberteit nadert en Bailey zoekt elders aandacht en avontuur.

## Rolverdeling
| Acteur             | Personage |
| ------------------ | --------- |
| Nykiya Adams       | Bailey    |
| Barry Keoghan      | Bug       |
| Jason Buda         | Hunter    |
| Franz Rogowski     | Bird      |
| James Nelson-Joyce | Skate     |
| Jasmine Jobson     | Peyton    |
| Frankie Box        | Kayleigh  |

## Productie
Barry Keoghan kwam in mei 2023 bij het project nadat hij de cast van Gladiator 2 van Ridley Scott verliet. Diezelfde maand werd bekendgemaakt dat Franz Rogowski in gesprek was om zich bij de cast aan te sluiten.

## Release
Bird ging op 16 mei 2024 in première op het Filmfestival van Cannes in de competitie voor de Gouden Palm.

## Prijzen en nominaties
De belangrijkste:
| Jaar | Prijs                   | Categorie       | Genomineerde(n) | Uitslag     |
| ---- | ----------------------- | --------------- | --------------- | ----------- |
| 2024 | Europese filmprijzen    | Beste regisseur | Andrea Arnold   | Genomineerd |
| 2024 | Europese filmprijzen    | Beste acteur    | Franz Rogowski  | Genomineerd |
| 2024 | Filmfestival van Cannes | Gouden Palm     | Andrea Arnold   | Genomineerd |